# Бакай (Ростовская область)
Бака́й — хутор в Чертковском районе Ростовской области.
Входит в состав Щедровского сельского поселения.

## Население
| 2010 |
| ---- |
| 330  |

## Улицы
- ул. Заречная,
- ул. Песчаная,
- ул. Полетаева.

## Известные уроженцы
- Флоренко, Алексей Васильевич (1922—1942) — советский военнослужащий, младший лейтенант, Герой Советского Союза.

## Археология
В 2 км к югу от хутора, на левом берегу реки Калитва, расположен курганный могильник «Бакай» (2 кургана), являющийся памятником археологии Чертковского района, состоящих на государственной охране согласно постановлению Главы Администрации Ростовской области от 14.03.1994 № 69.